# 판운초등학교 중선분교
판운초등학교 중선분교는 대한민국 강원특별자치도 영월군 주천면 판운리 1119에 있었던 공립 초등학교이다.

## 학교 연혁
- 1947.12.19. 판운국민학교 중선분교장 설립인가
- 1953.02.28. 중선국민학교로 승격
- 1984.03.01. 판운국민학교 중선분교장으로 개편
- 1996.03.01. 판운초등학교 중선분교
- 1998.03.01. 폐교